# Chonophorus
Chonophorus  é um género de peixe da família Gobiidae e da ordem Perciformes.

## Espécies
- Chonophorus macrorhynchus (Bleeker, 1867)
- Chonophorus pallidus (Valenciennes, 1837)[2][3][4][5][6][7]